# Podgorje (območje)
Podgorje sestavlja položni gričevnati svet z nadmorskimi višinami med 250 in 400 m. Meja poteka med Jurno vasjo ter Lakovnicami,Prepihom in Teško vodo, Vinjo vasjo in Iglenikom. V Novomeški pokrajini ima poseben položaj. Kot že ime samo pove, je to pokrajina pod veliko goro, pod Gorjanci. Ta razmeroma še nizki in dobro poseljeni pas podgorskih vasi in zaselkov se razprostira v širini kakih 8 km od Ljubna do Šentjernejskega polja. Za največje in središčno naselje Podgorja šteje Gabrje. Podgorje je v prečni smeri močno prepredeno s potoki, ki pritekajo v izrazitih dolinah z Gorjancev (Brusniški potok, Klamfer, Cikava, Petelinec, Težka voda, Kobila, Pendirjevka). Zaradi prečnih strmih pobočij in izrazitih ozkih dolin je Podgorje v vzdolžni smeri razmeroma slabo prometno povezano. Zdaj je več kot polovico Podgorja pod gozdom, ki v višjih in osojnih legah močno prevladuje. Obdelovalne površine se širijo v najnižjem pasu ob Krki. V gričevnatem pasu in izrazito kraškem zahodnem Podgorju jih je veliko manj. V valovitem pasu in na slemenih so njive, v prisojnih pobočjih pa vinogradi.